# Stonehenge II
Pour les articles homonymes, voir Stonehenge (homonymie).

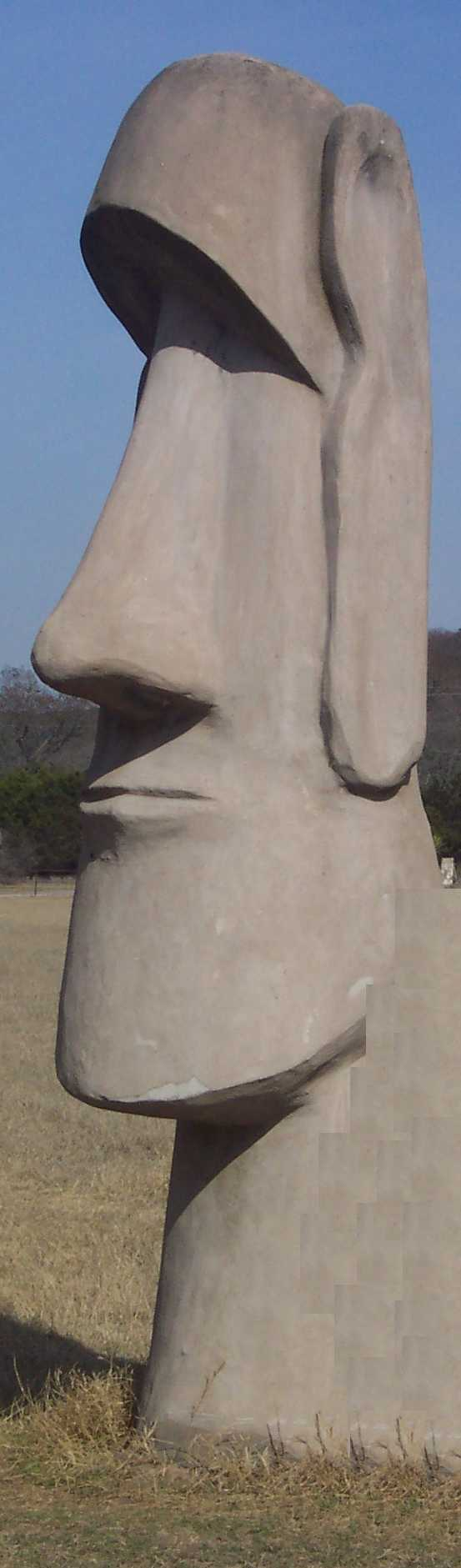
Réplique de Moaï

Stonehenge II est une réplique de Stonehenge, construite près de Hunt (en), au Texas.

## Description
Œuvre de Al Sheppard et Doug Hill, Stonehenge II est réduit de moitié horizontalement et du tiers verticalement par rapport à ce qu'aurait pu être l'original quand il était complet.

## Historique
Stonehenge II était situé dans un virage de la Farm Road 1340, sur un terrain privé. En 2004, les propriétaires du terrain laissaient l'accès libre aux touristes, du lever au coucher du soleil, sous réserve d'une conduite respectueuse de l'état des lieux.
Après avoir fini le cercle, les auteurs ont reproduit deux statues de l'île de Pâques sur le même terrain.
En 2010, l'œuvre a été déplacée à Ingram, Texas.

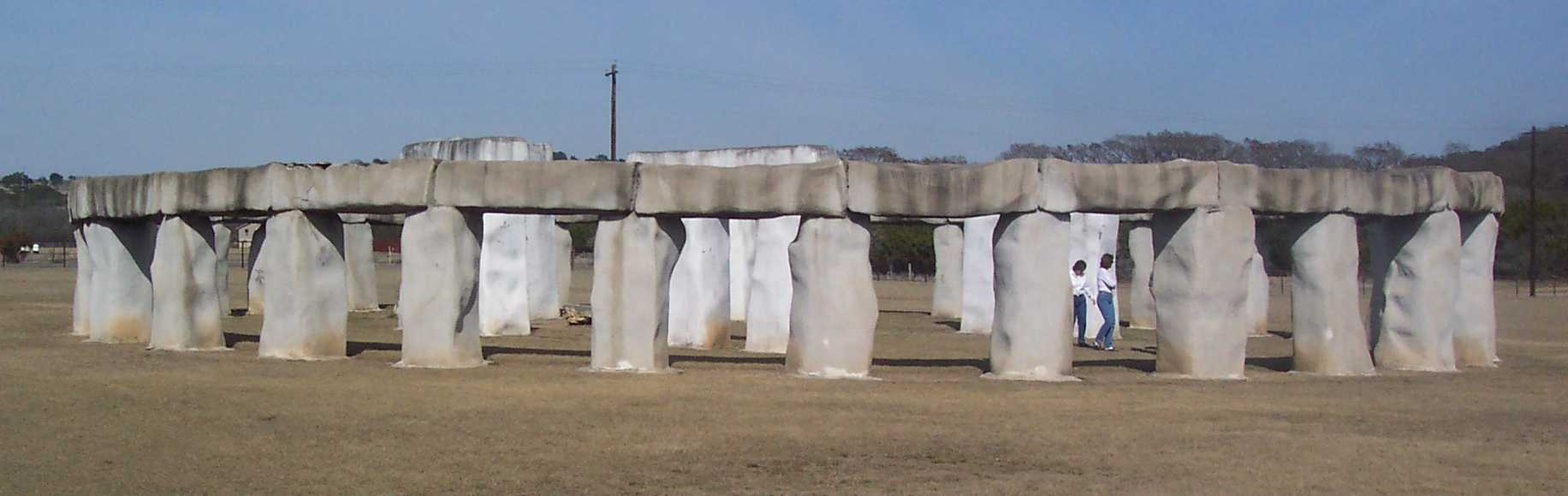
Stonehenge II